# Událost cenomansko-turonského rozhraní
Událost cenomansko-turonského rozhraní, také známa jako cenomansko-turonské vymírání, cenomansko-turonská anoxická událost, vymírání ve svrchní křídě, v Evropě uváděná jako Bonarelliho událost, byla pozdější ze dvou anoxických vymírání v periodě křída, na rozhraní stupňů cenoman a turon.

## Bližší popis
Událost nastala před 91,5 ± 8,6 miliony lety a přinesla vyhynutí některých druhů dinosaurů, mořských plazů ze skupiny Pliosauridae a zejména pak ze skupiny Ichthyosauria). Jiné skupiny živočichů zase zaznamenaly ztráty biodiverzity. Přestože je příčina stále nejasná, výsledek zbavil oceán kyslíku na téměř milion let, a způsobil vyhynutí zhruba 27 procent mořských bezobratlovců. Toto globální narušení životního prostředí navýšilo teploty atmosféry a oceánu. Sedimenty z rozhraní ukazují bohatství stopových prvků a obsahují zvýšení teploty o 13 °C.

## Možné příčiny
Jedna možná příčina je podmořský vulkanismus, který se objevil zhruba o 500 000 let dříve. Oceánská anoxická událost 2 (OAE2) byla patrně způsobena vulkanismem v místě, kde je nyní souostroví Kergueleny. Během tohoto období dosáhla míra tvorby nové zemské kůry nejvyšší hodnoty za 100 milionů let. Toto bylo hlavně způsobeno rozpínáním roztavených plášťových chocholů pod oceány na hranici litosféry. Toto vyústilo v zesílení oceánské kůry v Pacifiku a Indickém oceánu. Tento vulkanismus by produkoval velké množství oxidu uhličitého (CO2) do atmosféry a to by vedlo ke globálnímu oteplování. V oceánech by emise SO2, H2S, CO2 a halogenů zvýšily kyselost vody, způsobíc rozpouštění uhličitanů a další uvolňování oxidu uhličitého. Když by vulkanická aktivita poklesla, tento rozběhnutý skleníkový efekt by byl pravděpodobně uveden do zpětného chodu. Zvýšený obsah CO2 v oceánech by mohl zvýšit organickou produktivitu v povrchových vodách. Spotřeba tohoto nového bohatého organického života aerobními bakteriemi by působila anoxii a masové vymírání. Výsledná zvýšená úroveň rozkládání uhlíku by vysvětlovala nánosy černých lastur v oceánských pánvích.